# 魁奇河

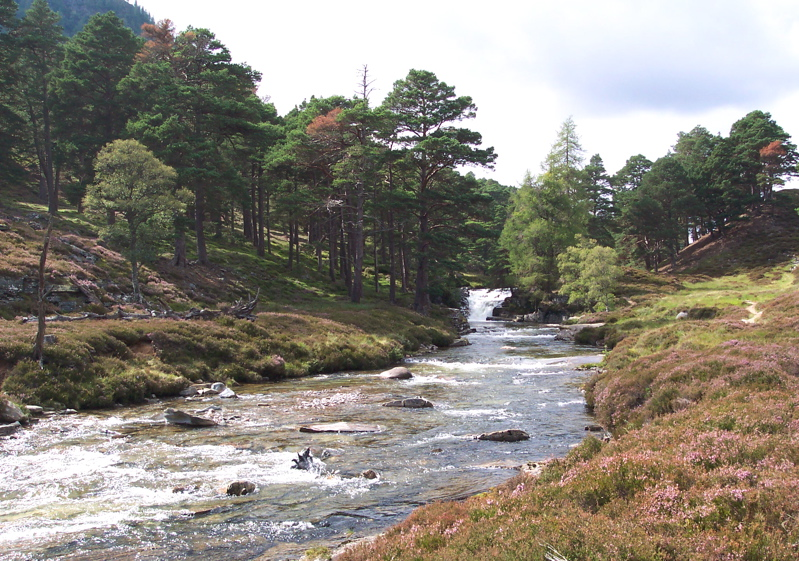
魁奇河

魁奇河（River Quoich）是蘇格蘭阿伯丁郡迪河的一条支流。它大致向南流淌，长约15公里。魁奇河曾发生過几起死亡事件，其中有一名过度劳累、有自杀倾向的男医生和一名掉进河里淹死的10岁女孩。